# 5968 Trauger
5968 Trauger è un asteroide della fascia principale. Scoperto nel 1991, presenta un'orbita caratterizzata da un semiasse maggiore pari a 1,9085911 UA e da un'eccentricità di 0,0254514, inclinata di 23,72327° rispetto all'eclittica.